# 十市皇女
十市皇女（？—678年5月6日），天武天皇第一皇女，母親為額田王。與天智天皇之子大友皇子結婚，生下葛野王。但是在672年時，發生壬申之亂，這場皇位爭奪戰是她的父親大海人皇子（後來的天武天皇）與她丈夫之間的戰爭，最終的結果是大友皇子自殺身亡，由大海人皇子順利得到皇位。
據日本書紀記載，675年時，十市皇女曾與阿閉皇女前往伊勢參拜；而在678年時十市皇女再次要前往伊勢時，突然發病而猝逝於宮中，之後葬於赤穗（位於今天的奈良縣）。由於十市皇女當時最多不會超過三十歲，還很年輕，而且發病身亡的情形非常突然，因此有人認為她是自殺身亡的。皇女過世後，她的異母弟弟高市皇子做了三首和歌悼念她，由這三首和歌可看出高市皇子與十市皇女感情深厚，也有人因此推斷高市皇子與十市皇女之間可能有戀愛的關係。